# St. Ignace (Michigan)
St. Ignace település az Amerikai Egyesült Államok Michigan államában, Mackinac megyében, melynek megyeszékhelye is. Lakosainak száma 2306 fő (2020. április 1.).

## Népesség
A település népességének változása:

| 2010 | 2 452 |
| 2020 | 2 306 |